# Galeriusbogen

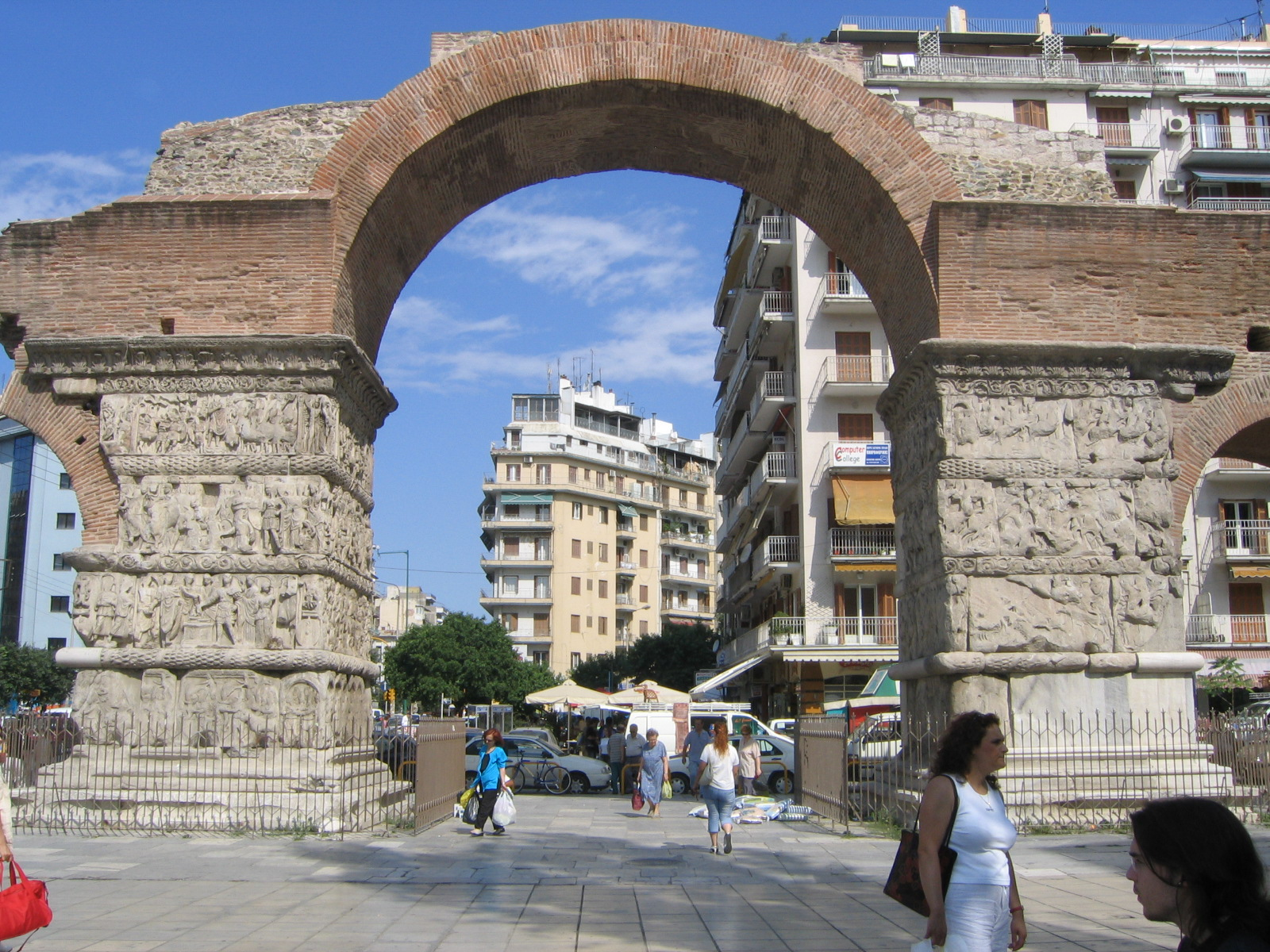
Der Galeriusbogen aus dem Jahre 303 n. Chr., Odos Egnatia, Thessaloniki

Der Galeriusbogen ist ein spätrömischer Triumphbogen in Thessaloniki.

## Zeitlicher Kontext
Der römische Kaiser Gaius Galerius Valerius Maximianus wurde um 250 n. Chr. als Sohn einer bäuerlichen Familie in der Nähe von Sofia (Serdica; Dacia Ripensis) geboren. Schon früh trat er in den Kriegsdienst ein und machte sich aufgrund seiner Tüchtigkeit bald einen Namen. Kaiser Diokletian erhob ihn im System der Tetrarchie zum Caesar im Ostteil des Römischen Reiches und verheiratete ihn im Jahre 293 mit seiner Tochter Valeria. Als 297 die Perser den Tigris überschritten, forderte Galerius die Gegner ohne vorheriges Einverständnis des Kaisers zu einer Schlacht heraus. Daraus resultierte eine Niederlage der Römer, jedoch fiel das römische Heer im folgenden Jahr in Armenien ein und besiegte den Perserkönig Narses. Dafür erhielt Galerius die Erlaubnis für die Errichtung eines Triumphbogens in Thessaloniki.
Nach dem Rücktritt Diokletians übernahm Galerius dessen Nachfolge als Augustus und residierte zwischen 305 und 311 n. Chr. in Thessaloniki. Unmittelbar nach dem errungenen Sieg wurde gleichzeitig mit dem Bau der Rotunde und des Galerius-Palastes begonnen. Aufgrund der Abbildungen auf den Reliefplatten, welche den Bogen zieren, ist die Fertigstellung vor dem Jahre 305 n. Chr. anzunehmen. Denn auf den Platten erscheint Diokletian als höchster Augustus, wodurch man erkennen kann, dass der Bau noch während seiner Regierungszeit errichtet wurde.

## Der Triumphbogen

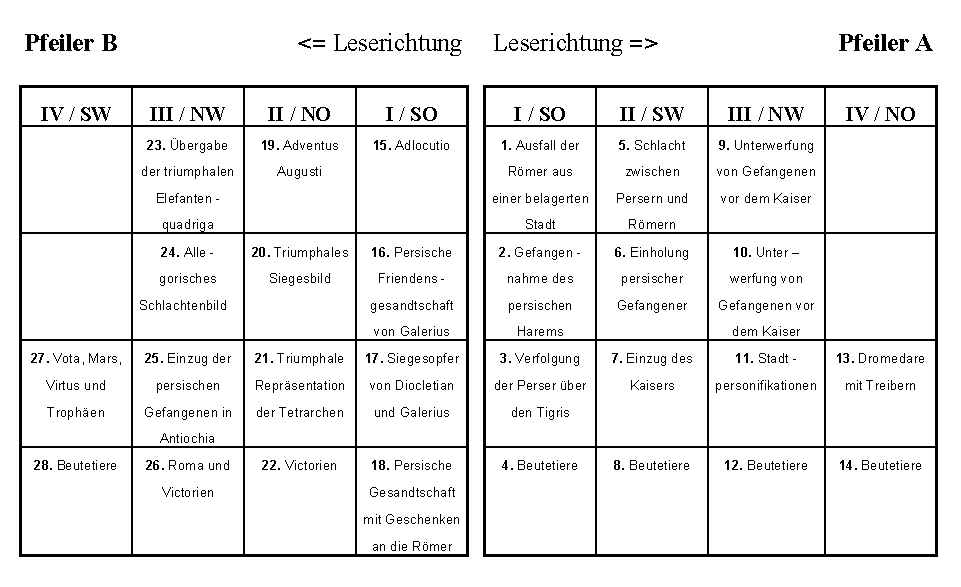
Anordnung der Friese auf den Pfeilern des Galeriusbogen

Beim Galeriusbogen handelt es sich um ein Tetrapylon, dessen Grundgerüst ursprünglich aus vier Pfeilern bestand. Über diesen erhoben sich Tonnengewölbe, die Überdachung war durch eine Kuppel gegeben. Durch die Längsseite des Bogens führte die Hauptstraße, die Via Egnatia, welche Italien mit den östlichen Provinzen verband. An die Schmalseiten schlossen der Zugang eines Mosaiksaales beziehungsweise eines Heiligtums an, in dessen Zentrum die Rotunde platziert war. Heute sind von dem Bauwerk nur noch zwei Pfeiler erhalten, deren Reliefschmuck größtenteils sehr schlecht erhalten ist. Die konservierten Reste messen in der Höhe 15 Meter, in der Breite etwa 30 Meter. Solch kolossale Ausmaße übertreffen bei weitem alle anderen Triumphbögen. Als Baumaterial wurde Marmor verwendet, große Teile des Bogens und des Reliefschmuckes aber sind Spolien.
Der Triumphbogen des Galerius dient als Quelle für den Perserfeldzug. In knapper Form sind die wichtigsten Eckpunkte der Ereignisse in szenenhaften Einzelbildern zu erfassen.
Nebenstehende Tabellen repräsentieren jeweils einen erhaltenen Pfeiler und bieten einen Überblick über die Darstellungen auf den Reliefs. In römischen Ziffern ist die Position der Platte auf dem Pfeiler angegeben, weiters sind die Himmelsrichtungen angeführt. Die Zahlen 1 bis 28 sollen auf die richtige Zyklusfolge hinweisen.
Der Anordnung der Szenen liegt ein chronologisches System zugrunde. Beginnend mit dem verlorenen Pfeiler A’ setzt sich der Zyklus im Uhrzeigersinn fort, die Bilder sind jeweils von oben nach unten zu lesen. Jeder Pfeiler widmet sich einem Hauptthema: A’ zeigt die Verherrlichung der Tetrarchen, B’ den medischen Krieg, B den armenischen und A den assyrischen. Bei genauerer Betrachtung der jeweiligen Friesanordnung der zwei erhaltenen Pfeiler lassen sich grundsätzliche Gemeinsamkeiten der Bildsprache feststellen. Die Reliefs von Pfeiler A widmen sich hauptsächlich dem Kriegsverlauf, während auf Pfeiler B der Sieg und Triumph des Kaisers geschildert wird. Somit ist bewiesen, dass die Ereignisse auf Pfeiler B die Fortsetzung von A bilden.
Die Darstellungen des Perserkrieges sowie des anschließenden Triumphes verteilten sich auf die Innenseiten der Pfeiler, wodurch ihre Wichtigkeit hervorgehoben wurde. Auf dem Denkmal wird kaiserliche Propaganda geschickt verbreitet, die historische Chronik ist von sekundärer Bedeutung. Das zeigt sich auch darin, dass Bilder, in deren Mittelpunkt der Kaiser steht, zahlenmäßig die der Schlachtdarstellungen überwiegen. Sieg und nachfolgende Verherrlichung des Herrschers stehen deutlich im Zentrum der Aussage, die der Bogen vermittelt. Somit ist der Galeriusbogen von Thessaloniki als Meisterwerk römischer Triumphalikonographie anzusehen.